# Koprivets
Koprivets (bulgariska: Копривец) är ett distrikt i Bulgarien.   Det ligger i kommunen Obsjtina Bjala och regionen Ruse, i den centrala delen av landet, 220 km öster om huvudstaden Sofia.
Omgivningarna runt Koprivets är en mosaik av jordbruksmark och naturlig växtlighet. Runt Koprivets är det ganska glesbefolkat, med 34 invånare per kvadratkilometer.